# New Holland (compañía)

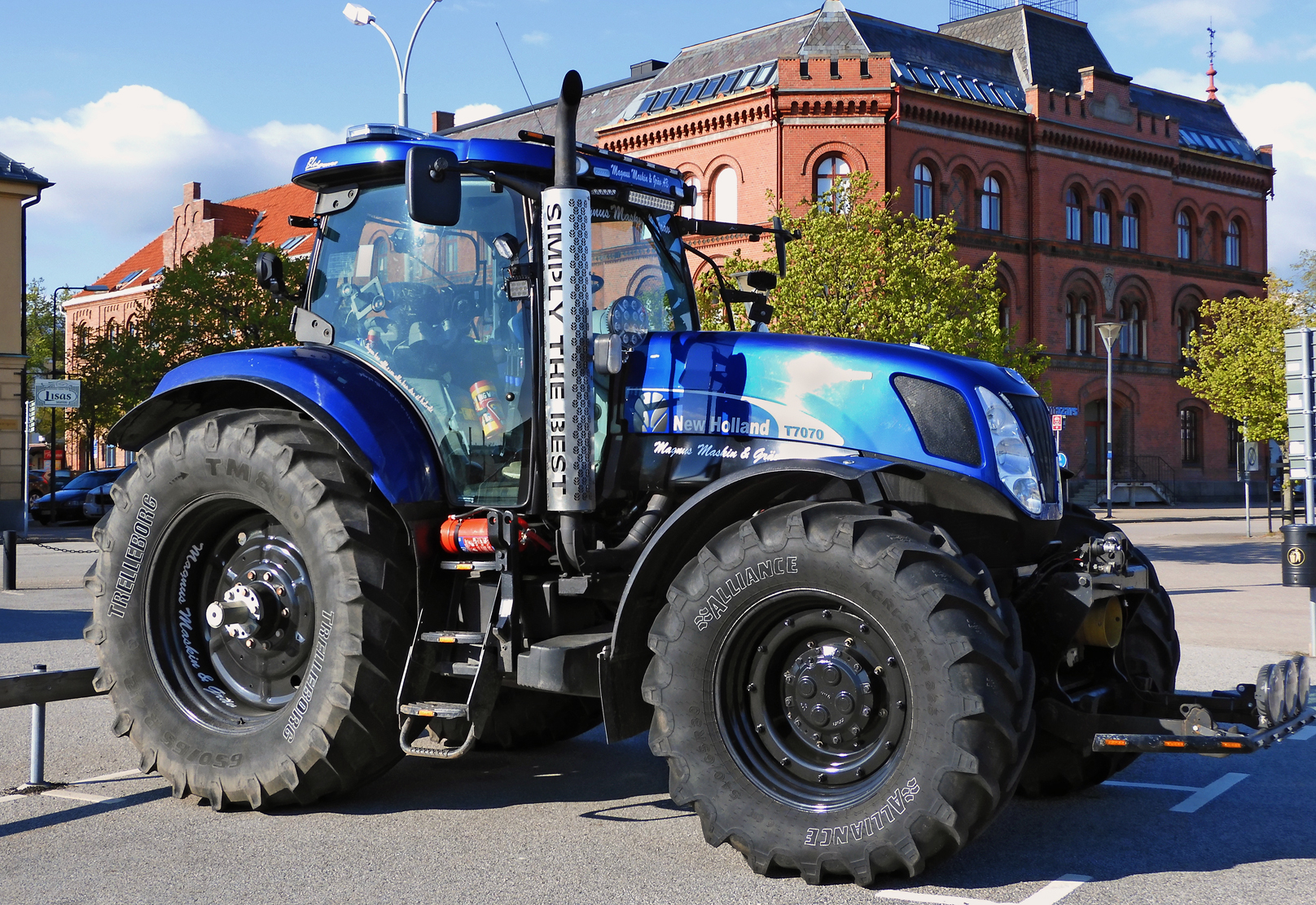
New Holland T7070 2009.

New Holland es un fabricante metalmecánico estadounidense, especializado en la industria agrícola y de maquinaria pesada de trabajo. Es parte del grupo CNH Global, el cual a su vez pertenece a Fiat Industrial S.p.A., brazo automotriz industrial del grupo Fiat Chrysler Automobiles. Los equipos para agricultura de la marca New Holland son vendidos en todo el mundo.

## Historia
La empresa fue fundada en 1895 por Mr. Abe Zimmerman en New Holland, Pensilvania, y comprada por la Sperry Corporation en 1947, para formar Sperry-New Holland. En 1964, esta adquirió la mayoría de Claeys de Bélgica, un constructor de cosechadoras combinadas. New Holland construyó equipos segadores de césped hasta 1974, cuando esta porción de negocio fue vendida a Ariens. 
Ford compró New Holland, y luego le vendió una porción a Fiat, que más tarde compró la compañía completa. Ford/New Holland compró la compañía de tractores Versatile. 
En 1998, adquirió O&K (Orenstein and Koppel), una compañía de equipos para la construcción.  
En 1998, O&K de América del Norte fue vendida a Terex. 
En 2000, Fiat Ltd. También compró Case IH y formó la CNH Global.

## New Holland en el mundo
Representa una de las marcas líderes en maquinaria agrícola a nivel mundial; establecida en 170 países y unos 5000 concesionarios. Con 29 plantas industriales en países como Argentina, Colombia, Brasil, México, Estados Unidos, España, Canadá, Italia, Francia, Bélgica, Gran Bretaña, Irlanda, Polonia, Rusia, Turquía, India, China, Pakistán y Uzbekistán.

## New Holland en Hispanoamérica
Posee cuatro factorías industriales en Brasil; ubicadas en Sorocaba (cosechadoras), Curitiba (tractores y cosechadoras), Rio Verde (pulverizadoras, tractores y cosechadoras) y Piracicaba (pulverizadoras). 
Mientras tanto, en Argentina cuenta con una planta industrial en la localidad de Ferreyra, provincia de Córdoba (tractores y cosechadoras) próxima a la capital cordobesa, la cual comparte con Case Corporation y próxima a la de Iveco, todas del grupo Fiat Industrial.
También cuenta con joint venture en Querétaro, México (tractores y agropartes).